# Stazione di Santa Cristina e Bissone
Stazione di Santa Cristina e Bissone vasútállomás Olaszországban, Lombardia régióban, Santa Cristina e Bissone településen.

## Vasútvonalak
Az állomást az alábbi vasútvonalak érintik:
- Pavia–Mantua-vasútvonal

## Kapcsolódó állomások
A vasútállomáshoz az alábbi állomások vannak a legközelebb:
- Stazione di Miradolo Terme
- Stazione di Corteolona